# 雲帝夫人
雲帝夫人，又作雲梯夫人、阿婁夫人，朝鮮三國時代新羅第二代君主南解次次雄的王妃。
《三國史記》僅錄其名號，並沒有記載雲帝夫人的家世與生平；《三國遺事》則記錄「迎日縣西有雲梯山聖母，祈旱有應」。雲帝夫人與閼英夫人（始祖朴赫居世居西干的夫人）在當時民間信仰中同被尊為「神母」、「農業神」。高麗時代，在迎日縣（今韓國慶尚北道浦項市南區）之西的雲梯山上有聖母壇，專祀被奉為「雲梯山聖母」的雲帝夫人，並傳說在附近的大王岩行祈雨祭十分靈驗。

## 家庭
- 夫：南解次次雄
- 子：儒理尼師今、桓、奈老
- 女：阿孝夫人（脫解尼師今王妃）